# Espectáculo de medio tiempo del Super Bowl XLIX
El espectáculo de medio tiempo del Super Bowl XLIX se llevó a cabo el 1 de febrero de 2015 en el Estadio de la Universidad de Phoenix, en Glendale, Arizona, como parte de la 49.ª edición del Super Bowl. La cantante y compositora estadounidense Katy Perry encabezó el evento, con Lenny Kravitz y Missy Elliott como invitados especiales. NBC y YouTube transmitieron el espectáculo en vivo, y 118.5 millones de personas lo vieron, estableciendo un nuevo récord como el espectáculo de medio tiempo más visto en la historia del Super Bowl. Este número superó por 3.2 millones al registro de Bruno Mars en 2014.
Según Billboard, las pistas de Perry lograron cerca de 100 000 descargas tras la presentación. Durante la semana que terminó el 1 de febrero de 2015, las ventas de su discografía en Estados Unidos aumentaron un 92 %, con 121 000 álbumes y canciones descargados. Después del espectáculo, las tres canciones de Missy Elliott que interpretó como invitada ingresaron al top 20 de iTunes y luego alcanzaron el top 10. La crítica musical elogió la actuación. James Montgomery, de Rolling Stone, describió el espectáculo como «brillante [y] estruendoso». Jason Lipshutz, de Billboard, lo definió como una actuación «llameante» que «no decepcionó» y destacó su importancia como «momento culminante» en la carrera de la intérprete. Alex Needham, de The Guardian, calificó la presentación con cuatro de cinco estrellas y destacó la energía del show y la participación de Missy Elliott. 
En la 67.º edición de los Premios Primetime Creative Arts Emmy, celebrados el 12 de septiembre de 2015, el espectáculo ganó en las categorías «Diseño de Iluminación / Dirección de iluminación para un especial de variedades» y «Mejores trajes para un programa o especial de variedades». Además, recibió una nominación como «Mejor programa de entretenimiento de acción en vivo de formato corto».

## Antecedentes y desarrollo

### Antecedentes
En agosto de 2014, la National Football League (NFL) anunció que consideraba a tres artistas para el espectáculo de medio tiempo del Super Bowl XLIX: Coldplay, Katy Perry y Rihanna. Según The Wall Street Journal, representantes de la liga pidieron a los candidatos compensar económicamente a la NFL por su participación, mediante un pago inicial o un porcentaje de las ganancias de conciertos posteriores al Super Bowl. Aunque una portavoz de la NFL negó esta información, el periódico indicó que la propuesta recibió una respuesta «fría» de los involucrados.
Los seguidores de «Weird Al» Yankovic organizaron una campaña para incluirlo en el espectáculo y destacar su álbum Mandatory Fun, pero no lograron su objetivo. El 9 de octubre de 2014, Billboard confirmó a Katy Perry como la artista principal, y la NFL oficializó el anuncio el 23 de noviembre del mismo año.

### Desarrollo

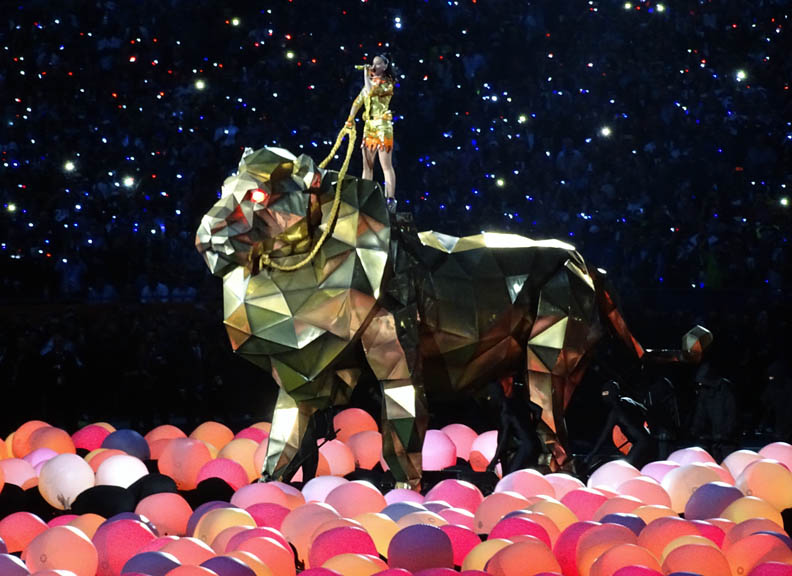
Katy Perry inauguró el espectáculo de medio tiempo con su interpretación de «Roar».

El 10 de enero de 2015, Katy Perry anunció que Lenny Kravitz se uniría al espectáculo de medio tiempo. El 30 de enero, se reveló que Missy Elliott, quien había colaborado con Perry en un remix de «Last Friday Night (T.G.I.F.)», también participaría en la presentación. Al adelantar detalles sobre su invitada femenina, la cantante comentó: «Quería traer a alguien de regreso, un toque de nostalgia», con el objetivo de crear una noche divertida y retro. Para preparar su actuación, Perry analizó videos de presentaciones anteriores de medio tiempo realizadas por artistas como Diana Ross, Beyoncé, Madonna y Michael Jackson. Durante los meses de preparación, la intérprete se aseguró de que su espectáculo fuera «totalmente diferente» de su gira The Prismatic World Tour, en la que aún estaba trabajando. Además se reunió con Bruno Mars, quien había encabezado el espectáculo de medio tiempo, para recibir consejos sobre cómo abordarlo.

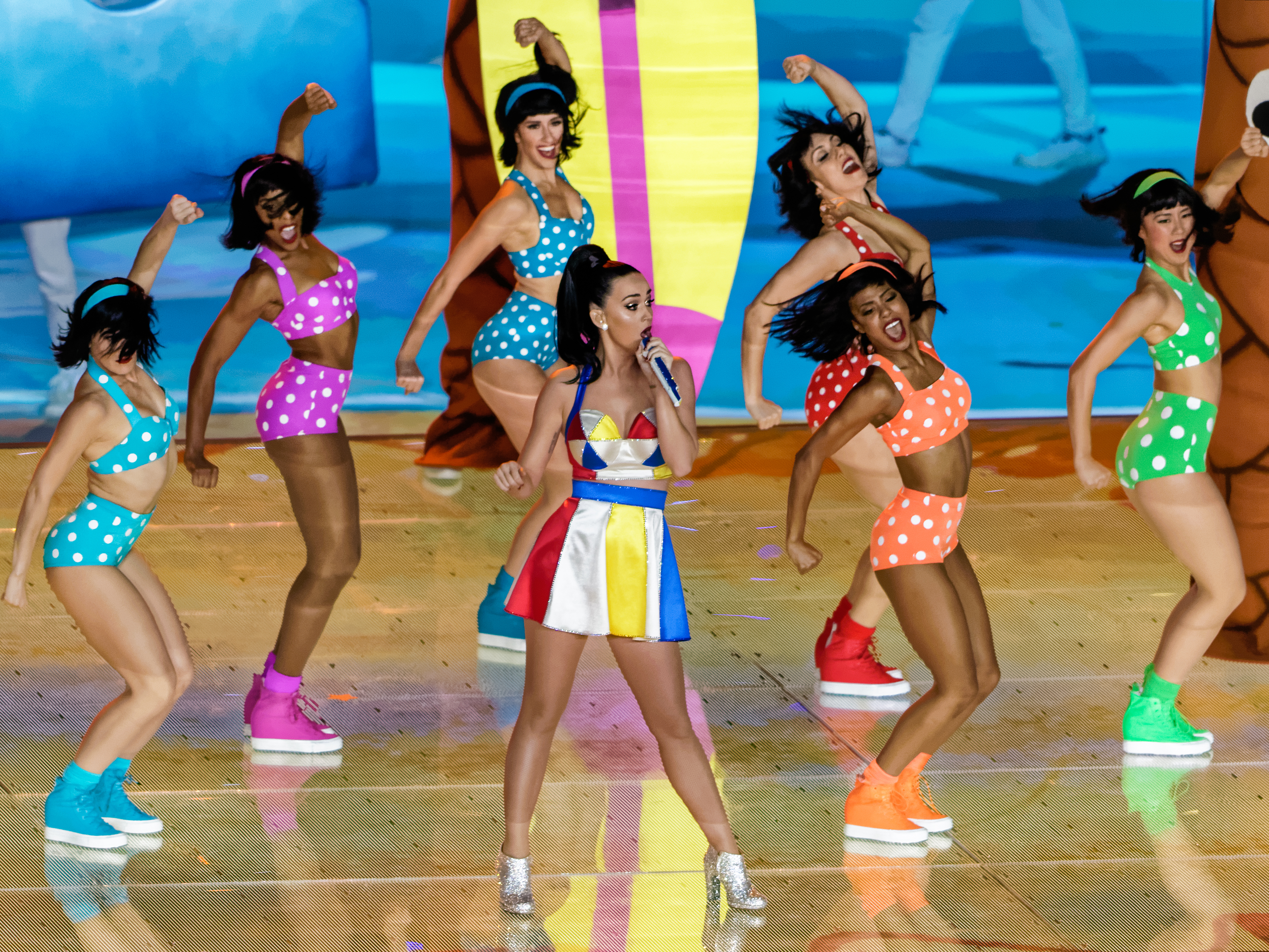
Katy Perry interpretando «California Gurls».

El espectáculo utilizó tecnología de proyección de video y diseño de iluminación de alta calidad. GlowMotion Technologies creó 616 globos luminosos que aparecieron al inicio de la presentación, los cuales se controlaron de manera inalámbrica. Se proyectaron imágenes sobre 18 000 pies cuadrados del campo.
La intérprete trabajó con el diseñador Jeremy Scott para crear cuatro vestuarios distintos. El primero, llamado The Flame Dress, se inspiró en unas zapatillas Adidas con llamas de cuero. El segundo vestuario recreó el estilo del bikini California Gurls. El tercero fue un vestido tipo sudadera, y el cuarto, un vestido largo de Moschino, el Star Gown. Perry llevó a cabo ensayos de vestuario, además de los de coreografía y música, dado que debía realizar los cambios de ropa en tan solo diez segundos.
En octubre de 2014, comenzó el rodaje de un documental titulado Katy Perry: Making of the Pepsi Super Bowl Halftime Show, que siguió los preparativos de la cantante para el evento. Dirigido por John Hirsch, el documental se estrenó el 12 de septiembre de 2015.

## Sinopsis

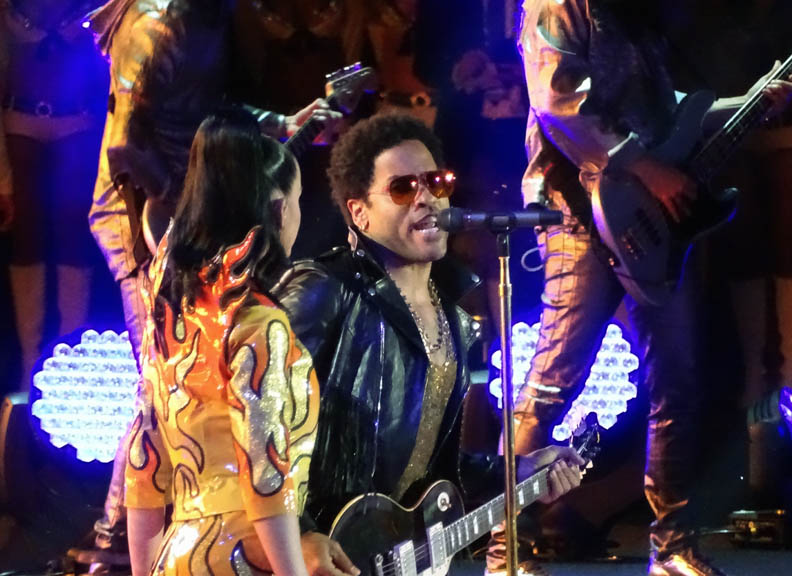
Lenny Kravitz se unió a Perry en el espectáculo de medio tiempo para interpretar «I Kissed a Girl».

Al inicio del espectáculo de medio tiempo, los participantes en el campo alzaron globos luminosos que, desde una vista aérea, dibujaron el logo de Pepsi. Perry ingresó al estadio montada sobre un imponente león mecánico dorado y abrió su presentación con «Roar». Luego interpretó «Dark Horse», mientras proyecciones 3D transformaron el césped en un tablero de ajedrez dinámico, rodeada de acróbatas. Después cantó junto al compositor Lenny Kravitz una versión enérgica de «I Kissed a Girl», con explosiones de llamas que intensificaron el ambiente. Para estas piezas, lució un traje con motivos de llamas y recogió su cabello en una cola de caballo alta. Su atuendo se describió como el «equivalente textil de una llama» y un «vestido de fuego».
El escenario y las proyecciones cambiaron a un ambiente «playero y fresco», donde bailarines disfrazados de tiburones, palmeras y pelotas de playa sonrientes acompañaron a Perry. En este segmento, usó un nuevo vestuario y presentó un popurrí «extravagante» con «Teenage Dream» y «California Gurls». Más adelante, Missy Elliott se unió al espectáculo y cantó «Get Ur Freak On» y «Work It», mientras Perry asumió el papel de animadora con un jersey personalizado del Super Bowl XLIX. Luego, Elliott interpretó «Lose Control». Perry reapareció con un vestido adornado con estrellas y cerró con el sencillo «Firework». Ascendió desde el centro del campo sobre una plataforma con forma de estrella fugaz y sobrevoló a la multitud. Fuegos artificiales iluminaron el estadio, y este cierre visual recordó el icónico logo de los anuncios de servicio público The More You Know.

## Recepción

### Crítica

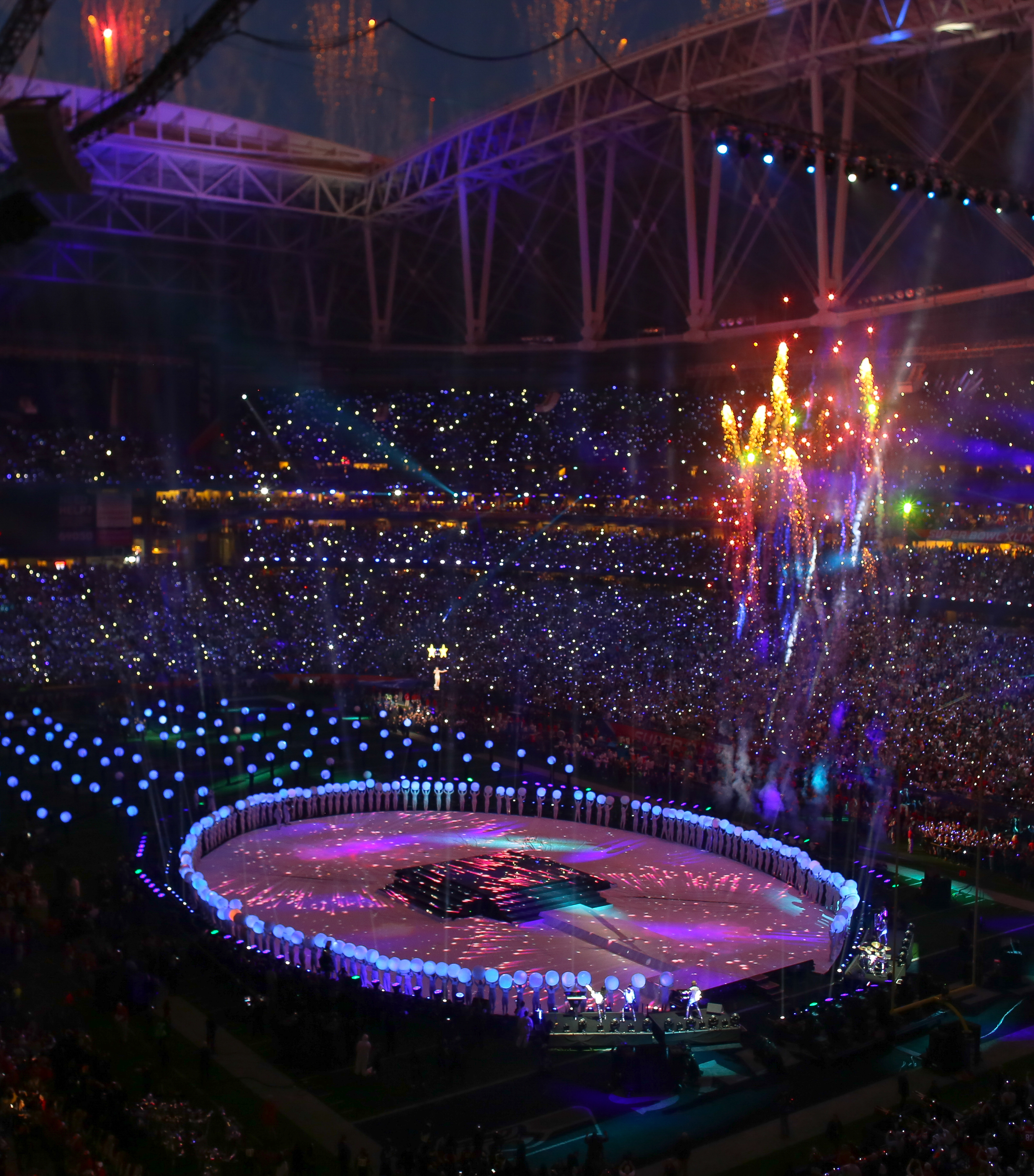
El espectáculo de medio tiempo y el escenario. Perry volando sobre el escenario en una estrella fugaz, interpretando «Firework».

La actuación de Katy Perry recibió elogios de la crítica musical. James Montgomery, de Rolling Stone, describió el espectáculo como «brillante [y] estruendoso». Resaltó la voz «triunfante» de la cantante y afirmó que «dejó todo en el campo» al cerrar con «Firework» tras una «bien merecida vuelta de victoria». También destacó la participación de Missy Elliott, calificándola como «emocionante». Jason Lipshutz, de Billboard, comentó que la actuación «llameante» cumplió con las expectativas y marcó un «momento culminante» en la carrera de la intérprete. Chris Chase, de USA Today, comparó el espectáculo con una «ceremonia de apertura de los Juegos Olímpicos» y lo definió como «un logro importante». Subrayó que la presentación reflejó lo que un espectáculo de medio tiempo del Super Bowl debe ofrecer, señalando que Perry cantó en vivo y dejó una impresión positiva en muchos usuarios de Twitter. Sin embargo, consideró innecesaria la intervención de Lenny Kravitz y opinó que la aparición de Elliott resultó «desinflada» y «olvidable». Aseguró que, al igual que Prince, Bruce Springsteen y Michael Jackson, Perry brilló como una «verdadera estrella» sin requerir invitados especiales.Alex Needham, de The Guardian, otorgó cuatro de cinco estrellas a la actuación «de alta energía». Resaltó el impacto de Elliott, quien, según él, casi «le robó» el protagonismo a la artista, aunque esta recuperó el centro de atención con su interpretación de «Firework». Needham reconoció que, pese a algunos excesos en el espectáculo, Perry mantuvo el control en todo momento. Josh Duboff, de Vanity Fair, aseguró que Perry «lo hizo increíble» y equilibró posibles carencias en «movimientos de baile o precisión vocal» con entusiasmo e ingenio. Daniel D’Addario, de Time, afirmó que la cantante justificó plenamente la confianza de la National Football League (NFL) con un espectáculo dinámico y salvaje. Criticó la inclusión de «I Kissed a Girl», opinando que Perry no necesita recurrir a provocaciones pasadas en esta etapa de su carrera. También destacó la actuación de Elliott, señalando que ambas artistas merecían la atención de los millones de espectadores. Amanda Michelle Steiner, de People, escribió: «Sea fanático de Katy Perry o no, incluso el más cínico detractor reconocería que su actuación en el Super Bowl fue una obra maestra de la cultura pop». Jon Caramanica, de The New York Times, destacó que Perry se benefició más de la presencia de Elliott que de la de Kravitz, ya que las canciones de Elliott duplicaron la energía en el escenario.
En la 67.º edición de los Premios Primetime Creative Arts Emmy, celebrados el 12 de septiembre de 2015, el espectáculo de medio tiempo ganó en las categorías de «Diseño de Iluminación / Dirección de iluminación para un especial de variedades» y «Mejores trajes para un programa o especial de variedades». Además, obtuvo una nominación a «Mejor programa de entretenimiento de acción en vivo de formato corto».

### Comercial
Según las calificaciones de Nielsen, sistema de audiencia estadounidense, 118,5 millones de personas vieron el espectáculo de medio tiempo, superando en tres millones la presentación de Bruno Mars en el Super Bowl XLVIII. En comparación, la transmisión completa del Super Bowl alcanzó una audiencia promedio de 114,4 millones, lo que la convirtió en el segundo programa más visto en la historia de la televisión estadounidense, con un pico de 120,8 millones durante el último cuarto.
Tras el espectáculo, las tres canciones de Missy Elliott ingresaron al top 20 de la lista de sencillos en iTunes y luego al top 10. Billboard informó que las pistas de Perry generarían unas 100 000 descargas digitales gracias a la presentación, mientras que las de Elliott alcanzarían las 70 000, lo que representaba un aumento superior al 1000 % respecto a la semana anterior, cuando Elliott vendió solo 6000 descargas. Para la semana que terminó el 1 de febrero de 2015, las ventas de álbumes y canciones de Perry crecieron un 92 % en Estados Unidos, alcanzando las 121 000 unidades. Por su parte, las ventas de Elliott sumaron 73 000 unidades, con un incremento del 996 %.

### Tiburón izquierdo

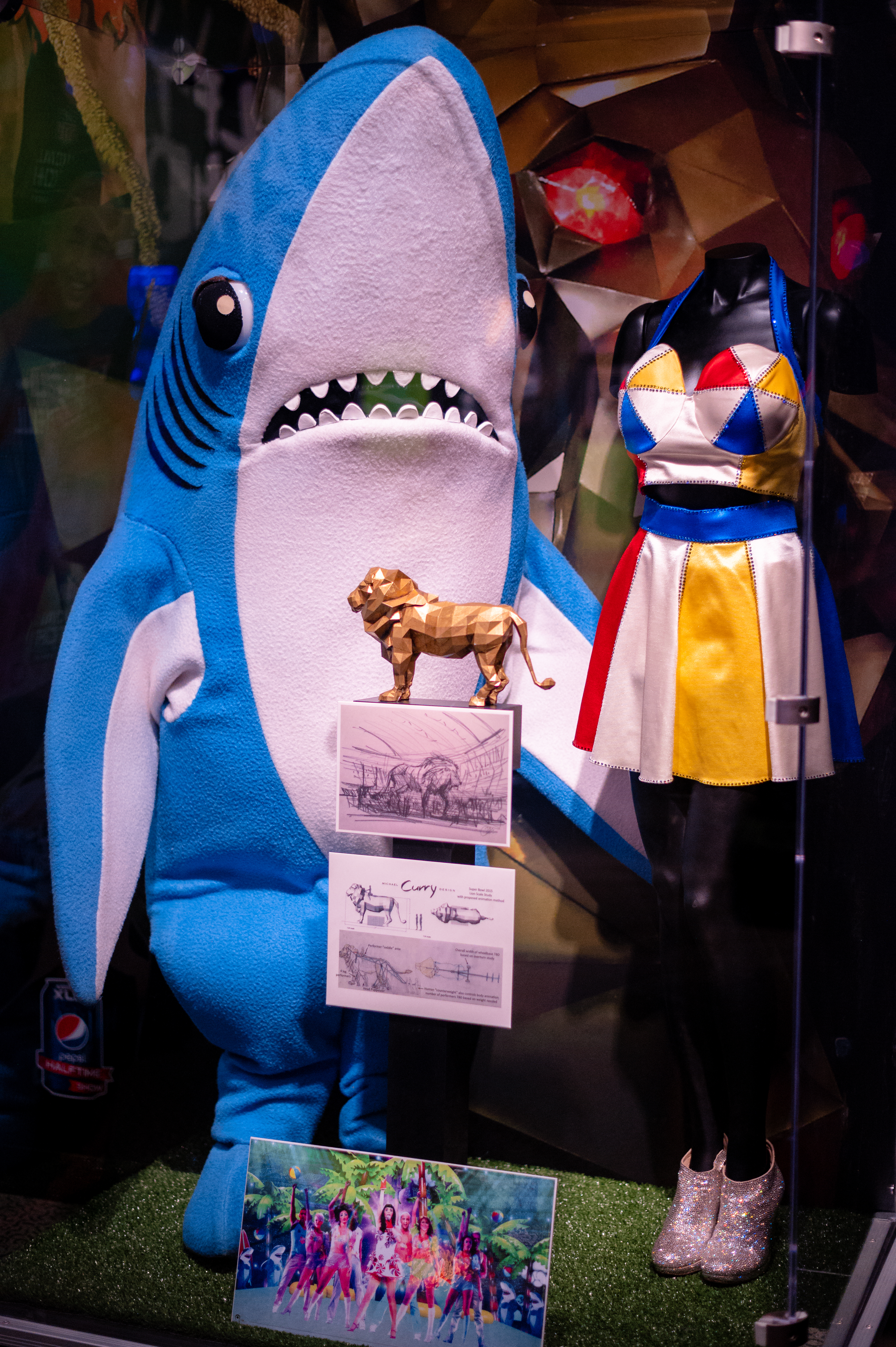
Réplica del vestuario de Katy Perry y uno de los Tiburones en el Salón de la Fama del Rock and Roll.

Durante la interpretación de «Teenage Dream» y «California Gurls», Perry actuó junto a varios bailarines con disfraces de temática playera, entre ellos dos tiburones. El Tiburón Izquierdo, ubicado a la izquierda del público y a la derecha de Perry, captó la atención de los fanáticos y los medios por sus movimientos descoordinados y fuera de ritmo en comparación con el Tiburón Derecho. Rápidamente se convirtió en un fenómeno viral en redes sociales como Facebook y Twitter, transformándose en un meme. Más tarde se reveló que Scott Myrick y Bryan Gaw, bailarines habituales de Perry, interpretaron al Tiburón Derecho y al Tiburón Izquierdo, respectivamente.
Otros elementos del espectáculo de Perry, como su entrada sobre un león mecánico, los vestuarios y su salida sobre una estrella voladora (comparada con el antiguo logo de los segmentos PSA de NBC, The More You Know), también generaron imágenes humorísticas en redes sociales. El coreógrafo RJ Durell explicó que los bailarines, con experiencia previa en los conciertos de Perry, no siguieron una coreografía estricta, sino que imitaron los movimientos de la artista. En una entrevista con The Hollywood Reporter, Durell afirmó que la actuación del Tiburón Izquierdo fue intencional, con el objetivo de reflejar los movimientos característicos de la cantante durante el coro de «Teenage Dream», divertir al público y dar vida a los personajes con un estilo caricaturesco que recordara a Tweedledee y Tweedledum.
El director del espectáculo de medio tiempo, Hamish Hamilton, comentó que la actuación del Tiburón Izquierdo se inspiró en la presentación de Scissor Sisters en los Premios Brit de 2005, cuando el grupo interpretó «Take Your Mama» frente a un escenario surrealista con marionetas de aves gigantes. Hamilton mencionó que querían recrear una escena de playa y que uno de los puntos de referencia fue esa actuación de Scissor Sisters, añadiendo que la idea inicial del Tiburón Izquierdo surgió de un melón cantante.
Tras el Super Bowl, los abogados de Perry intentaron patentar los derechos de autor del Tiburón Izquierdo y obtener protección de marca registrada. Además, buscaron inscribir «Tiburón Derecho», «Tiburón Borracho» y «Tiburón Dormilón». Sin embargo, la Oficina de Patentes y Marcas de los Estados Unidos rechazó el primer intento de registrar «Tiburón Izquierdo». El equipo de Perry emprendió acciones legales contra Fernando Sosa, un artista de Orlando, Florida, que fabricaba figurines en 3D del Tiburón Izquierdo.